# Александер Гауланд
Александер Еберхард Гауланд (Кемниц, 20. фебруар 1941) је немачки правник, публициста и политичар у Алтернативи за Немачку. Од 1973. до 2013. године био је члан ЦДУ. На седници АФД-а у Хановеру 2. децембра 2017. године је изабран за председника странке заједно са Јергом Мојтеном.

## Живот и дело
Родио се 20. фебруара 1941. године у Кемницу и васпитао се у Источној Немачкој.
После матуре је отишао у Западну Немачку . Студирао је политичке науке и право на универзитету у Марбургу. Дао је испите из права I и II степена и докторирао је правне науке. Преко 40 године је био у CDU а од самог почетка у Алтернативи за Немачку (AfD), која је постала трећа партија по снази у Немачкој након избора у 2017. години.

## Контроверзе
У септембру 2017. године је на интернету објављена порука у којој је Гауланд коментарисао прошлост Немачке. Ту он захтева да немачки војници из оба светска рата имају право као и француски и британски војници да буду поносни на подвиге своје војске у рату. ].

## Чланци (избор)

### Прилози из научних часописа
- -{„Die Völkerrechtliche Souveränität im Fall der Aufnahme von Staaten in die UNO”. Недостаје или је празан параметар |title= (помоћ). In: Vereinte Nationen (1973). стр. 1 ff.
- „Die Verstaatlichung der Banken nach dem Grundgesetz”. Недостаје или је празан параметар |title= (помоћ). In: Die Öffentliche Verwaltung (1974). стр. 622 ff.
- „Noch einmal. Die Beendigung der Mitgliedschaft in der Europäischen Gemeinschaft”. Недостаје или је празан параметар |title= (помоћ). In: Neue Juristische Wochenschrift (1974). стр. 1034 ff.
- „Das Recht auf den Transit-Wegen”. Недостаје или је празан параметар |title= (помоћ). In: Neue Juristische Wochenschrift (1974). стр. 1931 ff.
- „Die UN-Konvention zum Schutze von Journalisten – ein Fehlstart”. Недостаје или је празан параметар |title= (помоћ). In: Vereinte Nationen (1975). стр. 180 ff.
- „Friedenssicherung durch Gleichgewichtspolitik”. Недостаје или је празан параметар |title= (помоћ). In: Archiv des Völkerrechts (1975). стр. 367 ff.
- „Gesucht: Konservative Reformer”. Недостаје или је празан параметар |title= (помоћ). In: Blätter für deutsche und internationale Politik 4/ (2000). стр. 391 ff.
- „60 Jahre Grundgesetz”. Недостаје или је празан параметар |title= (помоћ). In: Zeitschrift für Staats- und Europawissenschaften 2/ (2009). стр. 323 ff.

}-

### Монографије
- -{Das Legitimitätsprinzip in der Staatenpraxis seit dem Wiener Kongress (= Schriften zum Völkerrecht. Berlin. 1971. ISBN 978-3-428-02569-5., Band 20.). Duncker & Humblot.  (zugl. Diss., Universität Marburg, 1970)
- Gemeine und Lords. Porträt einer politischen Klasse (= Suhrkamp-Taschenbuch, 1650). 1989. ISBN 978-3-518-38150-2.. Suhrkamp Verlag, Frankfurt.
- Was ist Konservativismus? Streitschrift gegen die falschen deutschen Traditionen. Westliche Werte aus konservativer Sicht. 1991. ISBN 978-3-8218-0454-5.. Eichborn Verlag, Frankfurt am Main.
- Helmut Kohl. Ein Prinzip. Berlin. 1994. ISBN 978-3-87134-206-6.. Rowohlt Berlin.
- Das Haus Windsor.  (Lizenz des Siedler Verlags, Berlin 1996)
- Anleitung zum Konservativsein. Deutsche Verlags-Anstalt, Stuttgart u. a. 2002.  978-3-421-05649-8.
- Kleine deutsche Geschichte. Von der Stauferzeit bis zum Mauerfall. Berlin: Rowohlt Verlag. 2007. ISBN 978-3-87134-582-1.
- Die Deutschen und ihre Geschichte. Berlin. 2009. ISBN 978-3-937989-56-3.. wjs verlag.
- Fürst Eulenburg – ein preußischer Edelmann. Die konservative Alternative zur imperialen Weltpolitik Wilhelm II. 2010. ISBN 978-3-86886-018-4.. Strauss Edition, Potsdam.

}-